# La società industriale e il suo futuro
La società industriale e il suo futuro (titolo originale: 'Industrial Society and Its Future') è un saggio scritto da Theodore Kaczynski, noto come Unabomber, e pubblicato nel 1995. Il manifesto critica la società industriale e tecnologica, sostenendo che la Rivoluzione industriale ha portato a un processo dannoso di distruzione della natura e ha costretto gli esseri umani ad adattarsi alle macchine, creando un ordine sociopolitico che sopprime la libertà e il potenziale umano.

## Contenuto
Il manifesto è organizzato in sezioni numerate e affronta vari temi, tra cui:
- La psicologia del sinistrismo moderno
- Il concetto di "processo di potere"
- La critica alla tecnologia e alla società industriale
- La perdita di libertà individuale
- La necessità di una rivoluzione contro il sistema tecnologico

Kaczynski sostiene che la tecnologia è una forza sociale più potente del desiderio di libertà e che la società tecno-industriale non può essere riformata, ma deve essere abolita per garantire la sopravvivenza dell'umanità e dell'ambiente.

## Pubblicazione
Nel 1995, Kaczynski inviò il manifesto al The New York Times e al The Washington Post, offrendo di cessare la sua campagna di violenza se uno dei due giornali lo avesse pubblicato integralmente. Dopo un dibattito etico e su raccomandazione dell'FBI, il Washington Post pubblicò il manifesto il 19 settembre 1995.

## Impatto
La pubblicazione del manifesto portò all'identificazione e all'arresto di Kaczynski nel 1996, dopo che suo fratello riconobbe lo stile di scrittura e avvisò le autorità. Il documento ha suscitato dibattiti sul ruolo della tecnologia nella società moderna e sulle implicazioni etiche delle azioni di Kaczynski.

## Edizioni in italiano
- La società industriale e il suo futuro, traduzione di Andrea Larsen, Edizione Italiana Integrale, 2021. ISBN 9798716577428.
- Il manifesto di Unabomber. La società industriale e il suo futuro, Nuovi Equilibri, 1997. ISBN 8872263522.